# Cosmarium abruptum
Cosmarium abruptum là một loài Song tinh tảo trong họ Desmidiaceae, thuộc chi Cosmarium.